# Lollius toxopei
Lollius toxopei är en insektsart som beskrevs av Schmidt 1926. Lollius toxopei ingår i släktet Lollius och familjen sköldstritar. Inga underarter finns listade i Catalogue of Life.